# Raw Like Sushi II
Raw Like Sushi II es el tercer álbum en vivo publicado por la banda de rock estadounidense Mr. Big en 1992.

## Lista de canciones
1. "Daddy, Brother, Lover, Little Boy (The Electric Drill Song)" - 4:58
2. "Voodoo Kiss" - 5:34
3. "A Little Too Loose" - 5:59
4. "Road to Ruin / Guitar Solo" - 12:54
5. "CDFF--Lucky This Time / Bass solo" - 12:47
6. "Shyboy" - 4:11
7. "Woman from Tokyo / Baba O'Riley" - 7:30

## Personal
- Eric Martin – voz
- Paul Gilbert – guitarra, coros
- Billy Sheehan – bajo, coros
- Pat Torpey – batería, percusión, coros